# Wayne, New Jersey
Wayne este o localitate urbană în comitatul Passaic, New Jersey, SUA. Ea este situată la mai mult de 15 mile (24 km) de centrul Manhattanului. Localitatea se află la altitudinea de 53 m deasupra n.m., se întinde pe o suprafață de 65,2 km². din care avea 61,7 km² este uscat și avea în anul 2006 o populație totală de 54,069 loc.

## Personalități marcante
- Barbara Dare, actriță porno